# 亚尼斯罗达
亚尼斯罗达（德語：Janisroda，發音：[jaːnɪsˈʁoːda]）是德国萨克森-安哈尔特州布尔根兰县曾经的一个市镇，面积3.81平方千米，人口为人。2010年1月1日，亚尼斯罗达与另外3个市镇并入市镇萨勒河畔瑙姆堡。